# Национальный музей искусств (Осака)
Национальный музей искусств в Осаке (яп. 国立国際美術館; NMAO) — подземный художественный музей международного искусства на острове Наканосима, между речными рукавами Додзима и Тосабори реки Йодо в центре Осаки.

## История
Музей был спроектирован архитектором Арата Исодзаки и берёт своё начало от художественной галереи Expo Art Gallery, которая была построена в рамках выставки Expo '70, проходившей в 1970 году в Суйте на окраине Осаки. Место выставки было впоследствии преобразовано в Выставочный мемориальный парк, но галерея была сохранена для возможного будущего использования в качестве постоянного художественного музея. Галерея вновь открылась в 1977 году как Национальный художественный музей в рамках Парка памяти Экспо. Из-за старения здания, а также растущих ограничений по площади музей был временно закрыт в январе 2004 года. Старый музей был снесён и превращён в автостоянку, а коллекция была перенесена в его более центральное, нынешнее место в Наканосима. Новый музей открылся в ноябре 2004 года.

## Коллекция
Большинство произведений искусства в коллекции музея относятся к послевоенным временам. Довоенные исключения включают работы Поля Сезанна, Пабло Пикассо, Макса Эрнста, Цугухару Фудзита и Ясуо Куниёси.

### Корпус Пелли
Сама структура музея является образцом искусства современного архитектора. Настоящий музей был спроектирован международным архитектором Сесаром Пелли. Большинство музейных объектов находится под землёй, рядом с Осакским музеем науки. Пелли предположил, что видимая снаружи конструкция представляет собой развевающиеся на ветру тростники.
Вход, аудитория, ресторан и музейный магазин расположены прямо под землёй, а экспонаты и складские помещения находятся на двух следующих этажах ниже. Постоянные выставочные площади и временные выставки, ориентированные на художников, расположены на промежуточном уровне, а различные изменяющиеся выставки — на нижнем уровне.

### Сводный каталог
Сводный каталог коллекций национальных художественных музеев Японии — это сводный каталог материалов, хранящихся в четырех японских национальных художественных музеях — Национальном музее современного искусства в Киото (MOMAK), Национальном музее современного искусства в Токио (MOMAT), Национальном музее искусств в Осаке (NMAO) и Национальном музее западного искусства в Токио (NMWA).

### Галерея

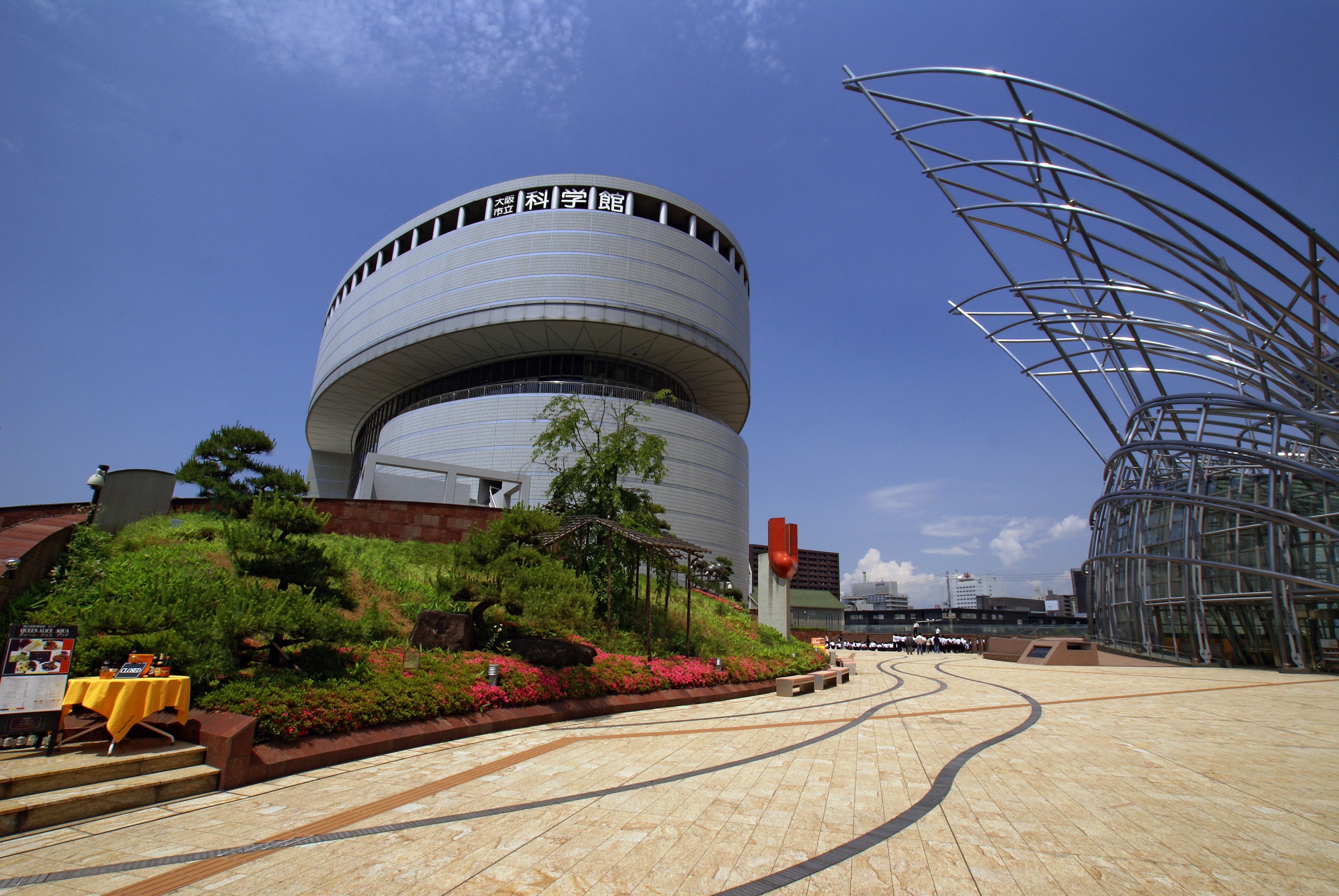
Внешняя поверхность Музея искусств и Музей науки (слева)
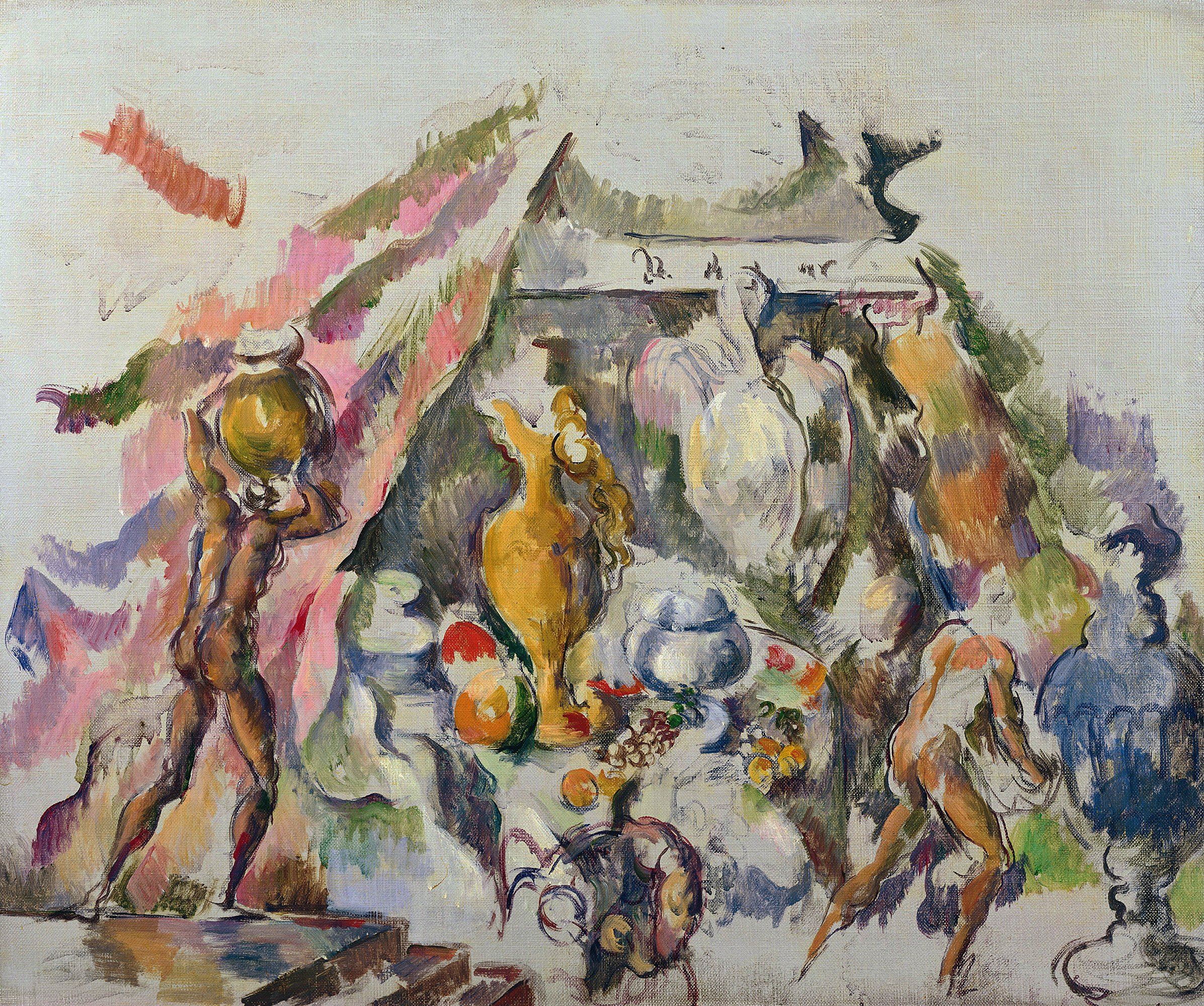
«Подготовка к банкету», Поль Сезанн, ок. 1890
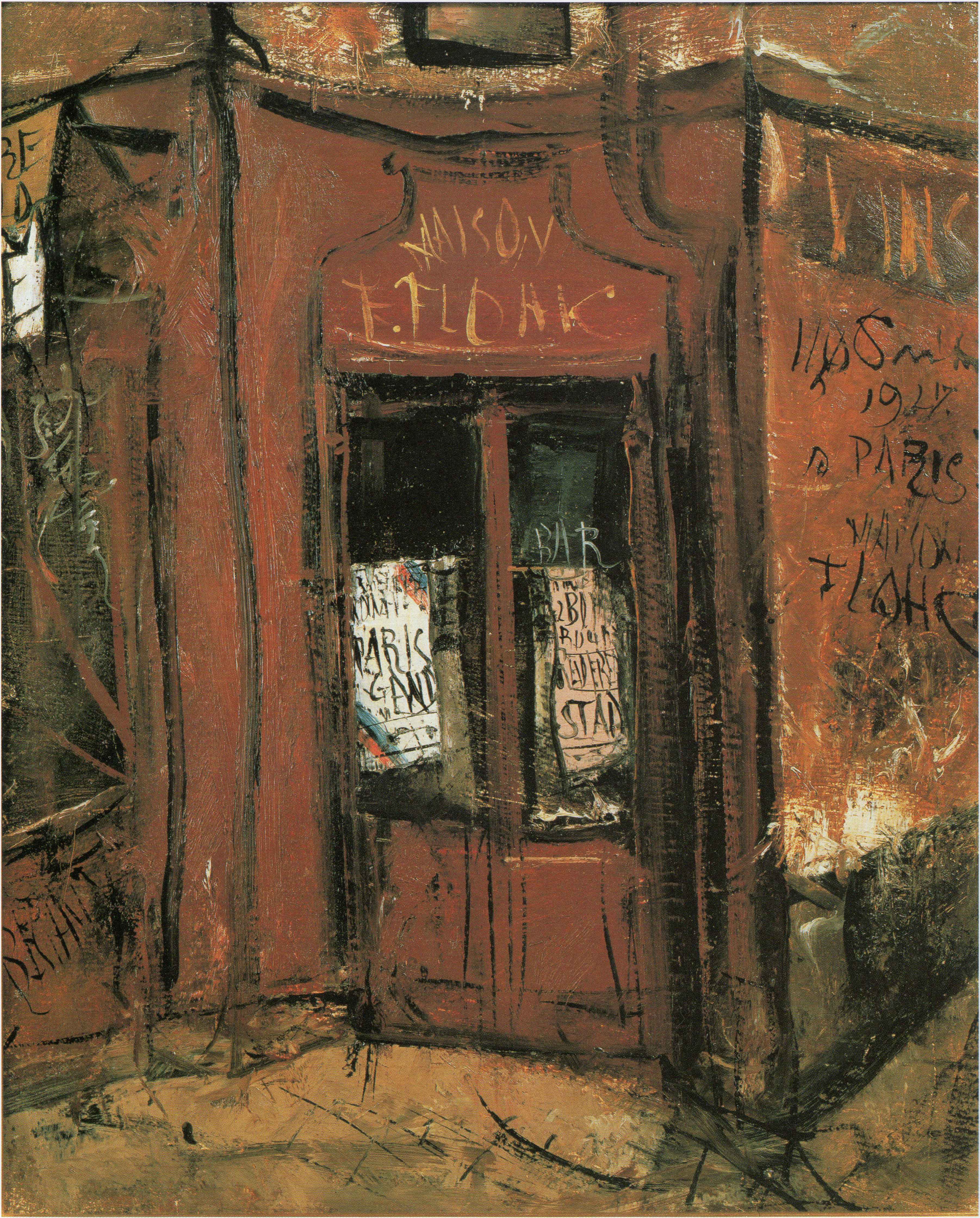
«Вход в бар», Саеки Йюзо, 1927